# Фонетическая транскрипция
Фонетическая транскрипция — графическая запись звучания слова и один из видов транскрипции.
Фонетическая транскрипция преследует цели точной графической записи произношения. Каждый отдельный звук (и в некоторых языках его варианты) должен быть отдельно зафиксирован в записи.
Фонетическая транскрипция пишется в квадратных скобках. Упрощённая фонетическая транскрипция используется в школьном фонетическом разборе слова.
Одна из первых систем унифицированной фонетической транскрипции, именуемая «Стандартным алфавитом», принадлежит Карлу Рихарду Лепсиусу, однако уже в начале XX столетия она считалась устарелой.

## Правила написания в русском языке
- При письме одна буква может передавать два звука (ёж) или, наоборот, две буквы — один звук (грузчик). В транскрипции же каждому звуку всегда соответствует свой особый знак (возможно, с указателем мягкости): ['jɵʂ], ['ɡruɕːɪk].
- В письменной речи после мягких согласных звуков вместо а, о, у, э пишутся буквы я, ё, ю и е, мягкость согласного на конце слова обозначается специальной буквой ь (мягким знаком). В транскрипции мягкость согласного всегда обозначается одинаково — знаком j после мягкого согласного: мать ['matʲ]. Мягкость непарных мягких согласных [tɕ] и [ɕː] также всегда обозначается в транскрипции. Исключением является только обозначение в транскрипционной записи палатального (и поэтому по определению мягкого) согласного [ј] — при нём не принято ставить знак j.
- Если в письменной графике знак ударения ставится лишь в специальных изданиях (в словарях, учебниках для иностранцев, детской литературе), то в транскрипции ударение отмечается обязательно (знаком ˈ перед ударным слогом), когда в слове больше одного слога. Указываются также дополнительные (побочные) ударения — знаком нижнего апострофа ˌ: водопровод [vədəprɐ'vot].
- В графике буква, подчиняясь правилам правописания (орфографии), часто не передаёт тот звук, который произносится в слове (бортовой, ёж). Для транскрипционного знака существует только одно правило — как можно точнее зафиксировать произносимый звук с учётом его отличия от всех других звуков: [bərtɐ'voj], ['jɵʂ].
- На письме не существует специального обозначения и для безударных гласных звуков. В словах «карандаш», «багаж», «вблизи», например, пишутся одинаковые буквы для обозначения гласных как ударных, так и безударных, хотя звуки произносятся по-разному: в безударных слогах слабее и короче, а также в некоторых случаях и совсем по-другому, чем в ударном. Однако это отличие можно передать разными аллофонами — так, существует несколько вариантов фонемы «а» в русской фонологии: ʌ, æ, ɑ и а.

В транскрипции необходимо подчеркнуть эту разницу или разными обозначениями и знаком ударения ([kərɐn’daʂ]), или только знаком ударения и отсутствием такового, так как безударные [а] и [и] в двусложных словах не претерпели качественных изменений: [bɐ'gaʂ], [vblʲɪ'zʲi].
- Звуки, претерпевшие количественную редукцию, могут обозначаться теми же знаками, что и ударные звуки, но без знака ударения, однако для обозначения редуцированных гласных, потерявших вследствие этого своё особое качество, используются не только знаки, принятые для обозначения остальных гласных, но и некоторые специальные знаки: [ъ] (ер) и [ь] (ерь). Они лишь зрительно совпадают с буквами, которые в графике вообще не обозначают звуков, но имеют другие функции.
- На письме долгота тех согласных звуков, которые в русском языке бывают только долгими, обозначается специальным образом: один из двух шумных согласных, которые всегда являются мягкими и долгими, обозначается буквой щ (звук [ɕː]), второй звук, [ʑː], не имеет специальной буквы для своего обозначения.

Долгие звуки, образующиеся в русском языке при стечении двух одинаковых согласных, обозначаются двумя одинаковыми буквами (касса); однако явление, при котором стечение двух разных согласных даёт один долгий звук (счёт), никак не отражается на письме. В транскрипции длительность согласных звуков иногда обозначается двоеточием справа от звука ([ʑː], [ɕː], ['kas:ə]). В учебниках можно встретить иное обозначение долготы звука: горизонтальную черту над соответствующим транскрипционным знаком или два одинаковых знака. В академической практике предпочтительна горизонтальная черта.
- Понятие «слово» в письменной графике и в транскрипции — это не одно и то же. В письменной графике оно — самостоятельная или служебная часть речи (предлог в — тоже слово и пишется отдельно), в транскрипции — это фонетическое слово, то есть некоторое состоящее из последовательности слогов единое целое с одним организующим центром — ударным слогом. Таким образом, предлоги, частицы, союзы, произносящиеся слитно с другими словами, в транскрипции пишутся также слитно и с обозначением всех изменений, которые произошли со звуками, их составляющими: в школу ['fʂkolʊ], с ним ['sʲnʲim], спросила б [sprɐ'sʲiləp], за рекой [zərʲi’koj], под гору [pɐd’gorʊ].